# Microzancla ignitalis
Microzancla ignitalis är en fjärilsart som beskrevs av George Francis Hampson 1897. Microzancla ignitalis ingår i släktet Microzancla och familjen mott. Inga underarter finns listade i Catalogue of Life.